# رانيا لويلين
رانيا لويلين مديرة تنفيذية مصرفية كندية من مواليد الكويت. تلقت تعليمها في جامعة سانت ماري والجامعة الأمريكية بالقاهرة، وعملت لمدة 26 عامًا في بنك سكوتيا قبل تعيينها في بنك لورينتيان في أكتوبر 2020.

## النشأة والتعليم
وُلدت لويلين في الكويت لأب مصري وأم أردنية. نشأت في الكويت ومصر، لكنها هاجرت إلى كندا عام 1992 بعد حرب الخليج.
قبل الهجرة إلى كندا، درست لمدة عامين في الجامعة الأمريكية بالقاهرة (1990-1992). ثم التحقت بجامعة سانت ماري في هاليفاكس نوفا سكوشا، من عام 1992 إلى عام 1996، وتخرجت بدرجة البكالوريوس في التجارة في التمويل وماجستير إدارة الأعمال في التسويق والأعمال الدولية. في عام 2014، حصلت لويلين على درجة الدكتوراه الفخرية في التجارة من جامعة سانت ماري.

## الحياة المهنية
عملت لويلين في سكوتيابنك على مدى 26 عامًا، بعدها بدأت تعمل في الصيرفة بدوام جزئي. شغلت سلسلة من الأدوار التقدمية مع سكوتيابنك بما في ذلك: نائب الرئيس للخدمات المصرفية متعددة الثقافات؛ الرئيس والمدير التنفيذي لشركة Roynat Capital؛ نائب الرئيس الأول للخدمات المصرفية التجارية واستراتيجية النمو؛ نائب الرئيس الأول للمنتجات والخدمات للخدمات المصرفية العالمية للمعاملات، وفي النهاية نائب الرئيس التنفيذي للمدفوعات التجارية العالمية. في عام 2019، حصلت على جائزة المرأة في مجال المدفوعات للقائدة الفكرية من الجمعية العالمية للمرأة في مجال المدفوعات لعملها المتميز في تحديث صناعة المدفوعات الكندية.
في أكتوبر 2020، أعلن بنك لورينتيان أنها ستحل محل الرئيس التنفيذي بالإنابة ستيفان ثيرين الذي كان يشغل منصب الرئيس والمدير التنفيذي منذ تقاعد فرانسوا ديسجاردان في يونيو 2020.
في 2 أكتوبر/تشرين الأول 2023، وبعد انقطاع دام أسبوعًا في الشبكة الرئيسة، مما أثر على عمليات العملاء، أعلن بنك لورينتيان استقالتها اعتبارًا من اليوم. وخلفها إريك بروفوست.

## الحياة الشخصية
لديها طفلان من زوجها شون لويلين.